# George Francis Train
Pour les articles homonymes, voir Train (homonymie).
George Francis Train (24 mars 1829 - 5 janvier 1904), aussi connu sous le nom de Citizen Train, est un homme d'affaires, auteur de récits de voyages, et une personnalité excentrique de l'histoire américaine et australienne. Le tour du monde qu'il réalise en 1870 aurait notamment influencé le roman de Jules Verne, Le Tour du monde en 80 jours.
En 1890, lors de son troisième tour du monde, effectué en 67 jours, il bat l'ancien record établi par Nellie Bly.

## Biographie
George Francis Train est né à Boston (Massachusetts) en 1829. Après une épidémie de fièvre jaune qui décime sa famille installée à La Nouvelle-Orléans, il est élevé à Boston par ses grands-parents méthodistes qui espèrent le voir embrasser une carrière religieuse.
À l'âge de 16 ans, il travaille pour l'entreprise ferroviaire du cousin de son père , White Diamond Line of Enoch Train. Il réussit d'abord dans le transport maritime à Boston puis en Australie (où il réside de 1853 à 1854) et en Angleterre à partir de 1860. Il s'investit ensuite dans le développement des tramways tirés par chevaux, d'abord aux États-Unis, puis en France et en Angleterre. Il se présenta plusieurs fois à l'élection présidentielle américaine mais n'a jamais occupé de mandat politique.
Il est impliqué dans le scandale du Credit Mobilier of America, la compagnie financière qu'il dirige avec Thomas Clark Durant.
Il meurt à New York où il est enterré dans l'intimité au cimetière de Green-Wood.

## Publications
- 1851 : An American Merchant in Europe, Asia, and Australia
- 1857 : Young America Abroad
- 1858 : Young America in Wall Street
- 1865 : Irish Independency
- 1868 : Championship of Women
- 1902 : My Life in Many States and in Foreign Lands

## Vie privée
Il se marie avec Wilhelmina Wilkinson Davis le 5 octobre 1851.